# Guilherme Rech
Guilherme Rech   (Jaraguá do Sul, 5 de janeiro de 2001) é um jogador de voleibol profissional brasileiro que atua na posição de central.

## Carreira
O primeiro contato com o voleibol  ocorreu por volta dos 9 anos de idade, na Escola Machado de Assis, no bairro João Pessoa. No tradicional Encontro de Polos do voleibol de Jaraguá, foi convidado pelo professor e idealizador do projeto Evoluir, Benhur Rosado Sperotto, para entrar na equipe de base da cidade, na ADV Jaraguá/Secel, atuando  por quatro anos em sua terra natal, depois defendeu o time da cidade de Timbó por uma temporada e deixou Santa Catarina, aos 15 anos, para atuar no AABB/RJ/Sada Cruzeiro.Até que, em 2017, surgiu o convite para compor a base do Cruzeiro, clube que detém seus direitos desde então. Ele também jogou emprestado no Lavras Vôlei, Pacaembu/Vôlei Ribeirão e  integrou as categorias de base do Sada Cruzeiro, emprestando-o em 2021 ao Praia Clube/Sada/Uberlândia que conquistou o título do grupo sediado em Campo Grande,
Em 2018 foi convocado para seleção brasileira para disputar o Campeonato Sul-Americano Sub-19 em Sopó, Colômbia, ocasião da conquista da medalha de ouro e disputou edição do Campeonato Mundial Sub-19 de 2019 em Tunes, terminando na nona posição vestindo a camisa#11 finalizou na nona posição.

## Títulos e resultados
- Superliga Brasileira A: 2021-22, 2022-23
- Superliga Brasileira-Série C:2021
- Supercopa Brasileira:2021
- Copa Brasil:2022
- Campeonato Mineiro:2021, 2023